# Drygalského ostrov
Drygalského ostrov je ostrov u východního pobřeží Antarktidy, poblíž sovětské stanice Mirnyj. Dosahuje výšky asi 327 m nad mořem a jeho povrch je pokrytý ledem. Ostrov má rozlohu 220 km². Nazván je podle německého geografa, geofyzika a polárního průzkumníka Ericha von Drygalski, pojmenování bylo přijato z podnětu Douglase Mawsona.